# El Madroño
El Madroño település Spanyolországban, Sevilla tartományban. El Madroño El Castillo de las Guardas, Aznalcóllar, Escacena del Campo, Berrocal, El Campillo, Minas de Ríotinto és Nerva községekkel határos. Lakosainak száma 305 fő (2024).

## Népesség
A település népessége az elmúlt években az alábbi módon változott:
| Lakosok száma | 382  | 366  | 353  | 348  | 324  | 304  | 284  | 278  | 290  | 305  |
|               | 2001 | 2004 | 2007 | 2009 | 2012 | 2014 | 2017 | 2019 | 2022 | 2024 |